# شملان
شملان هي قرية لبنانية من قرى قضاء عاليه في محافظة جبل لبنان.

## أشخاص
فيليب حتي